# Нанса
Нанса (исп. Río Nansa) — река на севере Испании, протекающая по территории автономного сообщества Кантабрия. Берёт начало в районе долины Поласионеса, на границе провинций Кантабрии и Паленсии, где около поселения Пуэнте-Пумар принимает несколько притоков — реки Пиханду, Эспиналь и Кольярин (берут начало у подножия гор Пенья-Сагра и Пенья-Лабра, к северу от Пико-Трес-Марес). Оттуда движется на север, где проходит через ущелье Пенья-Бехо, недалеко от города Туданки, где в 1950 году между скалами построили плотину, в результате чего образовалось водохранилище Эмбальсе-де-ла-Коилья. В районе деревни Пуэнтенанса в Нансу впадает река Вендуль, а около водохранилища Паломбера река Ламасон (или Танеа). У городка Песуэс (муниципалитет Валь-де-Сан-Висенте) впадает в Бискайский залив, образуя риа Тина-Минор.